# Отто Ліндблад
Отто Ліндблад (швед. Otto Lindblad, 31 березня 1809, прихід Карлстурп, Йончопінґ, Швеція — 26 січня 1864, прихід Норра Мелльбю, Сконе, Швеція) — шведський композитор, хоровий диригент та скрипаль. Автор Королівського гімну Швеції (1844).

## Біографія

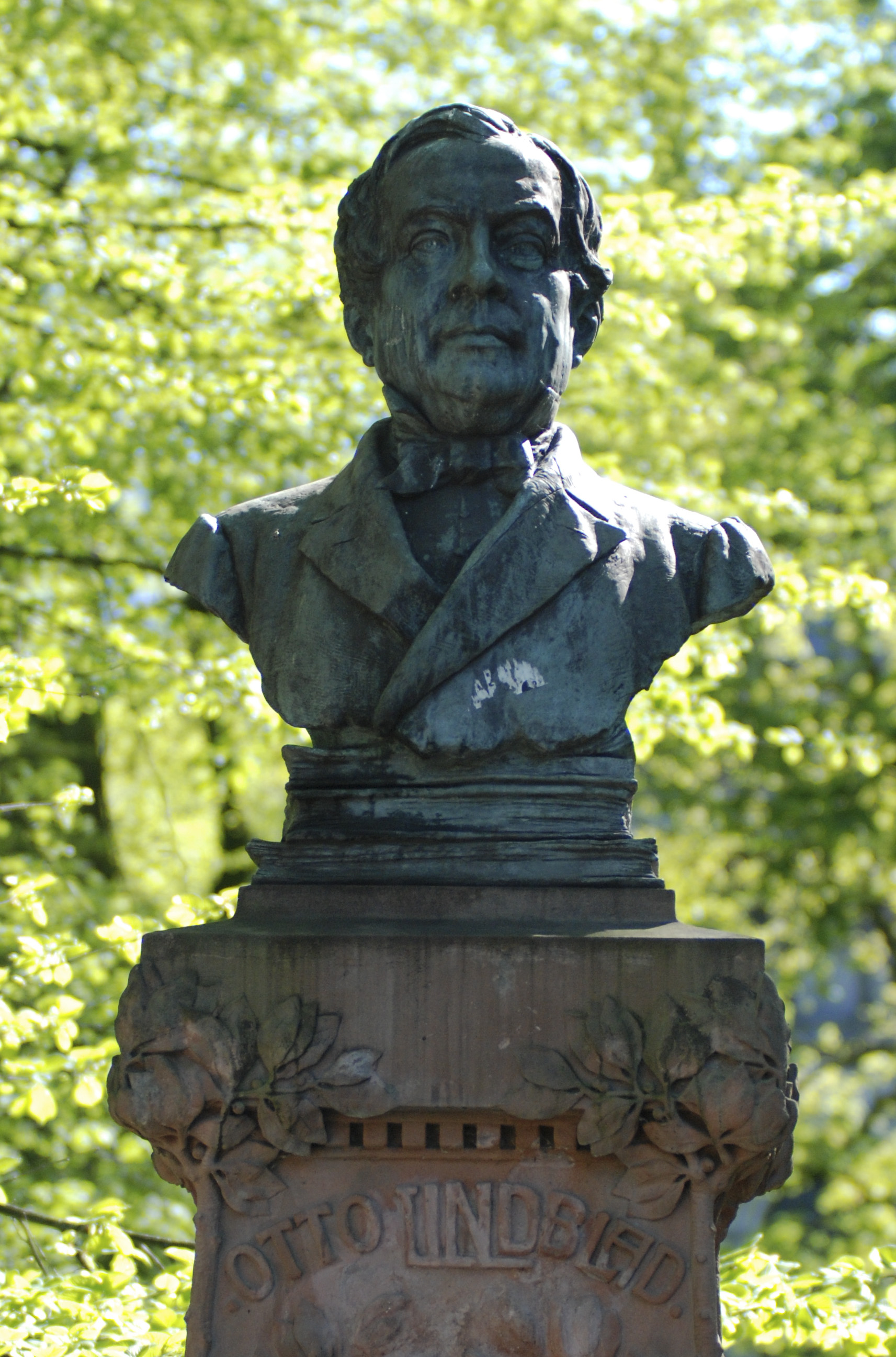
Бюст Отто Ліндблада

Отто Ліндблад народився у приході Карлстурп в родині священика. Початкову освіту здобував у гімназії міста Векше, приділяючи окрім навчання багато уваги грі на скрипці та співам у невеликому музичному колективі. Після закінчення гімназії вступив до Лундського університету, де вивчав гуманітарні науки з 1929 по 1936 рік. В той же час заробляв на життя, даючи приватні уроки, та паралельно вдосконалював свою гру, обравши наставником Матіаса Лундгольма. Кропітка праця незабаром дала про себе знати і Ліндблада було запрошено до приватної опери Гойзера як скрипаля, де він інколи підробляв ще й диригентом. Крім того, протягом тривалого часу Отто Ліндблад керував чоловічим хором Лундського університету, який став широко відомим не лише у Швеції, а й за її межами.
Ліндблад багато гастролював Швецією зі створеним ним же музичним колективом, який був досить популярним. 5 грудня 1844 року разом з поетом Карлом Страндбергом він презентував Королівський гімн Швеції, який спочатку було написано для вшанування короля Оскара I. Того ж року композитор отримав звання магістра, втім його фінансове становище було не найкращим. Саме це стало причиню того, що у 1847 році Ліндблад перебрався до приходу Норра Мелльбю, неподалік від Лунда, де організував один з перших в країні церковних хорів без органу. Десять років потому його було обрано членом Королівської академії музики в Стокгольмі.
26 січня 1864 року Отто Ліндблад помер після тривалої хвороби все в тому ж приході Норра Мелльбю, де й знаходиться його могила. На честь композитора у 1908 році у Лунді було встановлено бюст роботи Юна Бер'єсона. Крім того його іменем названо одну з вулиць міста (швед. Otto Lindblads väg).

## Творчість
Більша частина з творів Отто Ліндблада — вокальні композиції. Найвідоміші його роботи для чоловічого хору a capella, зокрема композиція Ur svenska hjärtans djup на слова Карла Страндберга, що стала Королівським гімном Швеції. Серед інших відомих творів композитора слід виокремити Orfeus sjöng (укр. Пісня орфея, на слова Шекспіра у перекладі шведською), Ångbåtssång (укр. Пароплавна пісня, на власні вірші), Längtan till landet (укр. Туга за країною, вірші Карла Страндберга) та численні серенади. Усі рукописи та друковані видання Ліндблада зберігаються у бібліотеці Лундського університету.